# Ross Flood
Aaron Ross Flood (Braman, 28 dicembre 1910 – Stillwater, 23 maggio 1995) è stato un lottatore statunitense, specializzato nella lotta libera.

## Palmarès

### Olimpiadi
- 1 medaglia:
  - 1 argento (Berlino 1936 nei pesi gallo)